# 藤原有相
藤原 有相（ふじわら の ありすけ）は、平安時代中期の公卿。藤原北家、右大臣・藤原恒佐の長男。官位は正四位下・参議。

## 経歴
醍醐朝にて、左兵衛少尉・左近将監と武官を歴任する。
朱雀朝の即位に伴って六位蔵人になると、承平2年（932年）従五位下に叙爵し、翌承平3年（933年）侍従に任ぜられる。承平5年（935年）摂津守として地方官に転ずるが、任期中の承平8年（938年）正月に従五位上に叙され、同年7月に摂津守に再任している。天慶3年（940年）正月に右衛門権佐として京官に復すが、同年12月に右少弁に遷ると、天慶4年（941年）左少弁、天慶8年（945年）正五位下・右中弁と朱雀朝後半は弁官を歴任した。
天慶9年（946年）村上天皇が即位すると従四位下に叙され、天暦2年（948年）蔵人頭（頭弁）に任官する。その後も、天暦5年（951年）従四位上・右大弁、天暦8年（954年）左大弁と引き続き弁官を歴任し、天暦9年（955年）に参議に任じられ公卿に列す。議政官として左大弁や讃岐権守・播磨権守を兼ね、天徳2年（958年）には正四位下に叙せられている。
天徳3年（959年）5月9日薨去。享年52。最終官位は参議正四位下左大弁。

## 官歴
『公卿補任』による。
- 延長5年（927年） 正月13日：昇殿
- 延長6年（928年） 正月29日：左兵衛少尉
- 延長7年（929年） 9月23日：左近衛将監
- 延長8年（930年） 日付不詳：六位蔵人
- 承平2年（932年） 正月27日：近江少掾。11月16日：従五位下
- 承平3年（933年） 10月24日：侍従
- 承平5年（935年） 2月23日：摂津守
- 承平8年（938年） 正月7日：従五位上。7月16日：摂津守（復任）
- 天慶3年（940年） 正月15日：右衛門権佐。12月16日：右少弁
- 天慶4年（941年） 3月28日：左少弁
- 天慶7年（944年） 4月23日：兼春宮大進（皇太子・成明親王）
- 天慶8年（945年） 正月7日：正五位下。10月14日：右中弁、春宮大進如元
- 天慶9年（946年） 7月24日：昇殿。閏7月17日：兼播磨守。10月28日：昇殿、従四位下
- 天暦2年（948年） 正月23日：内蔵頭。2月19日：蔵人頭
- 天暦4年（950年） 7月23日：春宮権亮（皇太子・憲平親王）
- 天暦5年（951年） 正月7日：従四位上。正月30日：右大弁
- 天暦8年（954年） 3月14日：左大弁、内蔵頭如元
- 天暦9年（955年） 7月24日：参議、左大弁如元
- 天暦10年（956年） 正月27日：讃岐権守
- 天暦11年（957年） 6月27日：兼播磨権守
- 天徳2年（958年） 正月7日：正四位下
- 天徳3年（959年） 5月9日：薨去（参議正四位下左大弁）

## 系譜
『尊卑分脈』による。
- 父：藤原恒佐
- 母：源定有の娘
- 妻：藤原伊衡の娘
  - 男子：藤原方儀
  - 女子：藤原遠量室
- 生母不詳の子女
  - 女子：藤原有序（弁更衣） - 村上天皇更衣